# Al·lèrgia al perfum
L'al·lèrgia al perfum són les reaccions al·lèrgiques al perfum o les fragàncies que s'hi afegeixen. Produeixen dermatitis de contacte, però hi pot haver altres símptomes, incloent la conjuntivitis al·lèrgica.
Els productes de la llar com els sabons i detergents, productes de perfumeria i altres béns s'estima que usen 2.500 ingredients de fragàncies diferents. D'aquests, aproximadament unes 100 substàncies diferents se sap que produeixen respostes al·lèrgiques en alguns individus. S'estima que un 1,7-4,1% de la població general mostra una resposta al·lèrgica en contacte d'una mescla dels ingredients més comuns del perfum. Els ingredients de les fragàncies són una de les causes més freqüents de reaccions al·lèrgiques al contacte. El diagnòstic es fa per un test amb paperets amb la mescla d'ingredients.
Malgrat que en els productes en l'etiqueta pugui figurar "lliure de fragàncies", poden encara contenir productes químics no coneguts pel consumidor.

## Al·lèrgens de fragàncies
- Aldehid cinàmic[1]